# Азадалиев, Джабраил Абдулали оглы
 Джабраил Абдулали оглы Азадалиев (азерб.  Cəbrayıl Əbdüləli oğlu Azadəliyev ) — азербайджанский ученый, доктор геолого-минералогических наук, профессор.

## Биография
Джабраил Азадалиев родился 29 октября 1935 года в селе Махмудлу Кафанского района Армянской ССР.
Окончил Азербайджанский государственный университет по специальности «Геологическая съемка и поиски месторождений полезных ископаемых».
Преподает в Бакинском государственном университете, является профессором кафедры полезных ископаемых.
Работает старшим научным сотрудником в Институте геологии НАНА, руководит сектором «Метасоматизм и рудообразование».

## Научная деятельность
Научными достижениями ученого является изучение прецизионными методами на примере Малого Кавказа вопросов минералогии, геохимии и физико-химических условий рудоносных метасоматических формаций, плутоногенно-триединых процессов контактово-термального метаморфизма, скарнового рудогенеза и медно-порфирового оруднения. В результате этих исследований разработаны геолого-генетические и объемно-геозимические модели названных процессов и установлены надежные минералого-геохимические и метасоматические критерии прямого поиска скрытых рудных скоплений. Д. Азадалиев установил и детально исследовал высокотемпературное контактово-термальное воздействие на пород вмещающей рамы ультраосновных интрузивных массивов и окончательно доказал автохтонную интрузивную природу их становления в верхнем мелу (турон-нижний сантон).

### Избранные научные труды
- Интрузия и контактово-термальный метаморфизм (монография). Издательство «Азербайджан», Баку, 1993, 72с.
- Количественное определение привноса-выноса и поведение компонентов при скарнообразовании в Дашкесанском железорудном месторождении. В сборнике: Минералогия и рудные месторождения, издательство «Элм», Баку, 1974, с. 32-64.
- Актуальные проблемы эндогенной металлогении Малого Кавказа. В сборнике: Металлогения Сибири (состояния и перспективы). Новосибирск, 1987, с. 238—241.
- Геолого-генетическая и объемно-геохимическая модели медно-порфировых месторождений геосинклинального режима как основапрогноза и поисков скрытого оруденения (на примере Малого Кавказа). В книге: Научные принципы прогнозирования эндогенного оруденения в восточно- азиатских вулканических поясах СССР. Издательство «Недра», М., 1990, с.226-237.
- Генетические особенности скарного-рудных формаций Малого Кавказа. В книге: Проблемы генетической минералогии. Баку, 1997, с.11-69.
- Geochemical aspects of the enviromental protection. The Abstracts of International Seminar on the role of geological surveys in the 21-st centry. Delhi, 2001.